# Tosno
Tosno é uma comuna da província de Córdoba, na Argentina.